# Синдзё, Маю
Маю Синдзё (яп. 新條まゆ Shinjo Mayu) — мангака, работающая в жанре сёдзё. Известна благодаря своей сёдзё-манге Kaikan Phrase, вышедшей в 1997 году.
Синдзё Маю родилась в Нагасаки 26 января 1973 года. Первая манга под названием Anata no Iro ni Somarita (яп. あなたの色に染まりたい «Я хочу быть нарисованной твоими красками») была издана в 1994 году. С тех пор вышло много работ, которые, в большинстве своем, опубликованы в манга-журнале Shoujo Comic (журнал принадлежит издательству Shogakukan). Только две манги изданы в США: Kaikan Phrase и Haou Airen. Произведения Синдзё Маю обычно посвящены романтической любви и содержат сильную сексуальную подоплёку. Иногда работы этой мангаки даже относят к жанру хентай, хотя более правильно будет определить жанр как «этти». И сама мангака часто помечает свои работы буквой H — эйч, этти.
Синдзё Маю любит розы, лилии и амариллисы, а в музыке предпочитает j-rock: YMO, GLAY, Cocco.

## Работы

### 1994 год
- «Я хочу быть нарисованной твоими красками» (яп. あなたの色に染まりたい Anata no Iro ni Somarita, англ. I Want to Be Dyed Your Color)

### 1995 год
- TABOO ni Daite (яп. TABOOに抱いて), англ. Embraced by Taboo
- Fianceé Shitai (яп. フィアンセしたい)
- Kokoro wo hadaka ni shite (яп. 心を裸にして)

### 1996—1997
- Make Love Shiyo!! (яп. Make Loveしよ!!)
- Suki Shite Sadist (яп. すきしてサディスト)
- Sexy Guardian (яп. SEXYガ―ディアン) — двухомная сёдзё-манга, опубликованная издательством Shogakukan в 1996 году в Shojo Comic. По сюжету девушку по имени Дзюнна Саотомэ переводят в новую школу для мальчиков. Оказывается, что девочек в эту школу начнут принимать только со следующего года, следовательно, она оказывается единственной девочкой во всей школе. Чтобы избежать сексуальных злоупотреблений со стороны противоположного пола, к ней прикрепляют телохранителя[3].
- Kaikan Phrase (яп. 快感♥フレーズ, «Чувственные слова»), англ. Sensual Phrase — с 1997 по 2000 год

### 2000 год
- Anata ni Tsunagaretai (яп. あなたに繋がれたい), англ. I want to be tied to you
- Kinenbi tokubetsuna H (яп. 記念日 特別なH), (англ. Summer Days Seventeen)

### 2001 год
- 17-sai hajimeteno H (яп. 17歳 初めてのH)[4]
- Akuma na Eros (яп. 悪魔なエロス), «Дьявольский эрос» или англ. Virgin Crisis
- Haou Airen (яп. 覇王 愛人, «Возлюбленная короля мафии»), англ. Supreme King's Mistress или Despotic Lover — до 2004 года

### 2002 год
- Side Seat de daite (яп. 同級生 Hから始まる恋)
- Senpai amasugiru H (яп. 先輩 甘すぎるH)[4], Zakuro no Mi wo abaite
- Motto oshiete (яп. もっと教えて), англ. Teach Me More

### 2003
- Kaikan Phrase Tokubetsuhen (яп. 快感♥フレーズ), Kaikan Phrase Special
- Kimi sae mo ai no kusari (яп. 君さえも愛の鎖)

### 2004—2005
- Kare wa Amai Yuuwaku (яп. 彼は甘い誘惑), англ. Honey Boy
- Dame Ijiwaru H (яп. だめ いじわるH)[4]
- Love Celeb (яп. ラブセレブ) — до 2006 года (Любовь и слава)
- Junai Strip (яп. 純愛ストリップ), англ. Honest Love Strip

### 2006—2007
- Blaue Rosen
- Ai Ore (яп. 愛を歌うより俺に溺れろ！ Ai o Utau yori Ore ni Oborero!), «Вместо того, чтобы петь песни, посвяти себя мне!»
- SEX=LOVE² (Секс=Любовь в квадрате)
- Midnight Children (яп. ミッドナイト☆チルドレン)
- Baka demo Kakeru MANGA KYOSHITSU[5] (яп. バカでも描けるまんが教室　新條まゆの裏まんが入門), Shogakukan Sho-Comi Flower Comics Special
- Yometore! (яп. ヨメトレ！)

### 2008—2010
- Ayakashi Koi Emaki (яп. あやかし恋絵巻)
- Goshimei desu (яп. ご指名です!)
- Heart no Daiya (яп. ハートのダイヤ)
- Elite!! - Expert Latitudinous Investigation Team (яп. エリート!!~Expert Latitudinous Investigation Team~)